# 维尔夫拉特
维尔夫拉特（德語：Wülfrath，發音：[ˈvʏlfʁaːt] ⓘ）是德国北莱茵-威斯特法伦州杜塞尔多夫行政区梅特曼县的城市，面积32.27平方千米，2023年12月31日人口为21,009人。